# Математичний жарт
Математичний жарт — фраза або невеликий текст гумористичного змісту, який спирається на математичні поняття або стереотипи про математику. Гумор може визначатися грою слів або подвійним змістом математичного терміна. Ці жарти часто незрозумілі для тих, хто не має математичного складу розуму. Належить до наукового гумору .

## Каламбурні жарти
Деякі жарти використовують математичні терміни, інше значення яких стосується інших галузей.
Комплексний обід складається з дійсної й уявної частин.
Тут властивість комплексного числа {\displaystyle x+iy}, яке складається з дійсної ({\displaystyle x}) та уявної ({\displaystyle iy}) частин, перенесено, завдяки подібності назви, на комплексний обід.

## Жарти на основі систем числення
На світі існує 10 типів людей: ті, хто розуміє двійкову систему числення, і ті, хто її не розуміє.
Цей жарт засновано на тому, що математичні вирази, як і вирази в природній мові, можуть мати кілька значень. Як і в інших жартах, заснованих на грі слів, гумор виникає завдяки неоднозначному сенсу, і в цьому випадку значення 10 у двійковій системі числення дорівнює десятковому числу 2.
- Чому математики завжди плутають Хелловін і Різдво?
- Тому що 31 Oct = 25 Dec.
Гумор полягає в подібності скорочень в англійській мові жовтня (october)/вісімкової системи числення (octal) і грудня (december)/десяткової системи числення (decimal), і збігу, що ці два подання рівні (318 = 3 * 8 + 1 = 2 * 10 + 5 = 2510).

## Жарти на основі математичних міркувань
У багатьох двозначних жартах застосовують математичні міркування в ситуаціях, коли вони не є цілком правильними. Багато з них засновані на комбінації основних логічних конструкцій, таких як силогізм: Ще одна категорія жартів пов'язана з неправильним застосуванням математичних міркувань або неправильним тлумаченням звичайних позначень:
{\displaystyle \left(\lim _{x\to 8^{+}}{\frac {1}{x-8}}=\infty \right)\Rightarrow \left(\lim _{x\to 3^{+}}{\frac {1}{x-3}}=\omega \right)}
Тобто, оскільки границя функції при х, що прямує до 8 зліва дорівнює знаку нескінченності (який схожий на повернуту вісімку), то так само, виходить що при прямуванні х до 3, границя праворуч дорівнює повернутій трійці (яка схожа на омега, стандартне позначення першого нескінченного ординального числа).
{\displaystyle {\frac {d}{dx}}(x)={\frac {1}{x}}x=1}
«d» з першої частини рівняння скоротяться і залишиться тільки скоротити змінну x, отримавши 1. Однак насправді проміжний результат математично хибний, оскільки «d» є не алгебричним виразом, а оператором.
День святого Валентина в 2012 році скасовано.
Доведення: 14-02-12 = 0
Жарт ґрунтується на формі подання календарної дати і арифметичній дії віднімання. Адже нуль позначає відсутність чогось.

## Стереотипи математиків
Основою для деяких жартів є стереотипи математиків, схильних мислити складними, абстрактними термінами, внаслідок чого вони втрачають контакт з реальним світом.

Багато хто порівнює математиків із людьми інших професій, переважно, фізиками, інженерами. Жарт зазвичай показує, що інші вчені займаються корисною діяльністю, тоді як математики роблять менш корисні речі. Приклад:
Фізик, біолог і математик сидять у вуличному кафе, спостерігаючи за тим, як люди заходять і виходять з будинку на протилежній стороні вулиці. Спершу вони бачать, як двоє людей увійшли в будинок. Минуло небагато часу. Після того як вони помітили, що троє людей вийшли звідти, фізик сказав: «Вимірювання неточне». Біолог сказав: «Вони, напевно, породили одну людину». Математик сказав: «Якщо в будинок зайде ще одна людина, то будемо вважати його порожнім».
Йдеться про розрахунок математика: 2 [зайшли] - 3 [вийшли] = -1 [залишилась]. Якщо зайде ще одна людина, то буде: -1 [залишилась] + 1 [зайшла] = 0 [всередині], тобто порожньо.
Жарти також висміюють звички, властиві математикам, такі як надмірне використання слова «очевидний».